# Lincoln MKS
El Lincoln MKS fue un sedán de lujo de la marca automovilística estadounidense Lincoln, división de Ford Motor Company. El coche fue presentado en el Salón Norteamericano del Automóvil en enero de 2006, y también en noviembre de 2007 en el Salón del Automóvil de Los Ángeles. El Lincoln MKS tiene una base de Ford, sobre todo del Ford Taurus, coche con el que tiene mayor similitud.
En 2013 sufrió una renovación estética, con un nuevo exterior e interior suavemente renovados (asientos frontales Multicontour) y actualizaciones de seguridad como luz de carretera automática, control de velocidad adaptativo, advertencia de colisión frontal, sistema con información de punto ciego y con alerta de tráfico cruzado; y sistema de mantenimiento de carril. El nuevo MKS también creció ligeramente en longitud total a 5,222 milímetros.
En 2016 fue reemplazado por el nuevo Lincoln Continental.

## Ventas en Norteamérica
| Año                            | Ventas totales |
| ------------------------------ | -------------- |
| 2008                           | 12,982         |
| 2009                           | 17,174         |
| 2010                           | 14,417         |
| 2011                           | 12,217         |
| 2012                           | 12,524         |
| 2013                           | 10,793         |
| 2014                           | 8,160          |
| 2015                           | 6,877          |
| 2016                           | 4,951          |
| Ventas totales hasta la fecha: | 100,095        |